# Le Dernier des Mohicans (film, 1992)
Pour les articles homonymes, voir Le Dernier des Mohicans (homonymie).
Pour plus de détails, voir Fiche technique et Distribution.
Le Dernier des Mohicans (The Last of the Mohicans) est un film américain réalisé par Michael Mann et sorti en 1992. C'est l'adaptation du roman du même nom de James Fenimore Cooper publié en 1826, mais avec plusieurs changements effectués, qui modifient l'histoire originelle.
Le film suit Nathanael, orphelin européen élevé parmi les Mohicans, qui est l'un des trois derniers représentants de ce peuple avec son père adoptif et son frère adoptif. Tous trois sauvent le major britannique Duncan et ses protégées Cora et Alice Munro d'une embuscade tendue par le Huron Magua. Celles-ci doivent rejoindre leur père, le colonel Munro, commandant du Fort William Henry. Le groupe se met en route pour le fort, mais découvre à leur arrivée que celui-ci est assiégé par les Français. Mais au cours de la bataille, Nathanael est mis aux fers par le colonel après avoir incité des miliciens colons de déserter du fort. Finalement le fort est livré aux Français, qui autorisent le régiment britannique à rentrer. Cependant, les Hurons de Magua tendent une embuscade contre le régiment, mais les Mohicans réussissent à sauver Duncan et les filles Munro. Cependant, ils sont pourchassés par les Hurons, et les Mohicans laissent leurs compagnons se livrer à eux, tout en promettant d'aller les délivrer ultérieurement.

## Synopsis
En 1757, en pleine guerre de la Conquête, dans ce qui est alors la province de New York, les Français, soutenus par les Hurons, se battent contre les Britanniques, aidés par les Iroquois et des survivants Mohicans. Ces derniers ne sont plus que trois, représentés par Nathanael « Œil de Faucon », orphelin européen élevé parmi les Mohicans, son père adoptif, Chingachgook, et son frère, Uncas, adoptifs.
Alors que les Mohicans se trouvent à la ferme des Cameron, l'officier major britannique Duncan Heyward recrute des miliciens parmi les colons pour défendre Fort William, ceux-ci acceptent à condition de se rendre à Albany pour rencontrer le général Webb afin d'avoir la garantie de la protection de leurs terres. Le général charge son officier Heyward de conduire sa compagnie à Fort William Henry, escorté par Cora et Alice Munro qui doivent rejoindre leur père, le colonel Munro, commandant du Fort. Mais le général Webb sous-estime l'armée française et ne compte pas envoyer de renforts. Duncan est amoureux de Cora, mais les sentiments de cette dernière ne sont pas réciproques.
Le lendemain, le régiment de Duncan prend la route, guidée par un Mohawk nommé Magua, ou « Renard Subtil ». Mais ce dernier est en réalité un Huron à la solde des français et les envoie dans une embuscade. Nathanael « Œil de Faucon », Chingachgook, et Uncas déjouent l'embuscade. La compagnie, blessée, retourne à Albany, tandis que Duncan et les filles Munro reprennent la route escortés par les trois Mohicans. En cours de route, le petit groupe découvre que les Ottaouais, alliés des Français, ont attaqué la ferme des Cameron. Nathanael explique à Cora ses origines et ses croyances, ce qui la bouleverse. Lorsqu'ils arrivent enfin au fort, ils sont pris à partie dans la bataille de Fort William Henry.
La bataille s'articule en effet autour d'un siège mis en place par les Français pour contraindre les Britanniques à abandonner leur position. Disposant de moins de soldats et pièces d'artillerie que ses adversaires, le colonel George Munro envisage à trois jours la durée maximale de résistance du fort. Arrivent alors ses deux jeunes filles en compagnie des Mohicans, qui lui font part de la trahison de Magua (celui-ci ayant également intercepté les messages du fort informant du siège au général Webb), et ils ne peuvent compter sur les renforts. Pour Munro, il n'y a plus qu'une solution, celle d'envoyer un messager capable de rejoindre les troupes du général Daniel Webb, qui ne sont qu'à une journée de marche, à Fort Edward, afin de demander assistance et bénéficier de l'arrivée des renforts.
Mais alors que l'éclaireur est dépêché, Georges Munro apprend qu'Œil-de-Faucon, qui avait en parallèle demandé à ses amis de la milice coloniale s'ils désiraient rester ou non combattre aux côtés de l'armée anglaise, en a profité de son côté pour aider les miliciens qui voulaient sortir à quitter le fort. Considérant cet acte comme une trahison, il le fait mettre aux fers et ordonne sa pendaison pour le lendemain, même s'il a sauvé ses filles. Cora, qui lui avait fait part de son amour juste avant son emprisonnement, vient alors le voir pour lui apprendre la nouvelle.
Mais la pendaison n'a pas lieu, car le jour suivant, l'activité du fort est interrompue par l'envoi d'une délégation française, dirigée par Louis-Joseph de Montcalm, et qui demande la reddition de la garnison anglaise. George Munro, qui s'apprête à rejeter la demande de Montcalm, apprend alors de sa part que les renforts sur lesquels il comptait n'arriveront pas, puisque la réponse du général anglais Daniel Webb a été interceptée par les Français et celui-ci stipule qu'aucune aide ne pourra être fournie. George Munro, qui a compris que la bataille était perdue, accepte les conditions de reddition de Montcalm, qui lui promet que tous les soldats du fort pourront repartir sains et saufs, avec armes et couleurs, mais seulement si ceux-ci se dirigent vers le port le plus proche pour regagner l'Angleterre. La veille du départ de la garnison, Magua fait alors savoir à Montcalm que pour lui, la justice n'a pas été rendue, puisque les Anglais, dont l'armée a brûlé le village de sa famille, sont toujours vivants. Montcalm, quant à lui, avoue à Magua qu'il sait pertinemment que, si Munro respectera sa promesse de repartir en Angleterre, son supérieur le général Webb ne le fera pas : les soldats qu'il s'apprête à laisser partir se retrouveront tôt ou tard sur sa route.
Le lendemain, la garnison anglaise quitte le fort, et s'engage dans la route qui mène à Fort Edward. Mais le trajet est interrompu par l'embuscade que tend Magua et ses guerriers à la troupe. Dans la bataille, Œil-de-Faucon, qui marchait, prisonnier en fin de troupe, pour son acte de trahison, parvient à se libérer avec l'aide de Uncas et à rejoindre Cora et Alice en tête de cortège, pour les protéger. Entre-temps, Magua parvient à atteindre le cheval de Munro, et lui déclare, avant de lui arracher le cœur, qu'il tuera ensuite ses deux filles, afin d'annihiler sa descendance. Mais Nathanael parvient à sauver Alice et Cora de l'embuscade, et avec son père et son frère prend la fuite et embarque sur des canoës pour échapper aux Hurons en compagnie de soldats anglais. Sur le fleuve, il retrouve, naviguant en parallèle, le major Heyward, qui lui promet de le faire pendre, sitôt arrivés à Fort Edward. Mais les Hurons qui les ont pris en chasse sur les eaux obligent les fugitifs à se réfugier dans une grotte, sous une chute d'eau, après avoir essayé de ruser en faisant croire qu'ils avaient continué à fuir à pied au-delà des chutes d'eau. Mais la nuit venue, les guerriers de Magua les retrouvent, contraignant Œil-de-Faucon, son père et son frère, à sauter au travers de la chute d'eau pour leur échapper et tenter ensuite de revenir libérer Cora, Alice et Duncan par la suite. Arrivés dans le village des guerriers hurons de Magua, ceux-ci demandent alors d'obtenir audience avec le grand sachem pour lui rendre compte de leurs exploits. Après avoir proposé de vendre l'officier anglais aux Français pour continuer à entretenir des relations avec ces derniers, Magua annonce qu'il compte brûler Cora et Alice, afin d'honorer la promesse qu'il avait faite à leur père avant de le tuer.
C'est alors que Nathanael, qui avait réussi à retrouver leur trace, fait son entrée dans le village afin d'empêcher l'exécution des deux sœurs. Pris à partie par les guerriers hurons, il parvient néanmoins à atteindre le grand Sachem et lui proposer sa propre requête, le major Heyward servant d'interprète anglais-français (français que parlent les hurons). Il demande donc à ce que tous les prisonniers soient relâchés afin d'éviter la vengeance des Anglais. Magua prétend que les Hurons n'ont rien à craindre des Anglais, puisque leur étant supérieurs en nombre, eux et leurs amis Français. Œil-de-Faucon argue alors que puisque les Français viennent de signer un compromis avec les Anglais, ils n'ont donc plus de raison de venir aider les Hurons, ce à quoi Magua répond en disant que c'est par la peur du nombre qu'ils représentent que les Français accepteront de venir les aider.
Magua ajoute ensuite que grâce à leur force, ils pourront voler les biens des autres peuples indiens, et ainsi avoir de quoi marchander avec les Blancs, pour récupérer de l'or. Ce à quoi Œil-de-Faucon ajoute que si c'est l'avidité que Magua compte apporter au peuple huron, il n'y a pas d'intérêt à agir ainsi, si c'est pour fonctionner de la même manière que les hommes blancs. Étant finalement d'accord avec les propos de Nathanael, le sachem déclare que Duncan pourra retourner auprès de l'armée anglaise, mais qu'en revanche, Magua prendra Alice comme épouse pour assurer sa descendance, et brûlera sa sœur Cora pour venger sa famille.
Désemparé par cette décision, Nathanael implore alors le sachem de remplacer Cora par sa personne, pour qu'elle vive. Mais Duncan, amoureux éconduit de Cora et connaissant les sentiments de cette dernière pour Nathanael, insiste pour être désigné à leur place et mourir sur le bûcher. Œil-de-Faucon, d'abord surpris par la décision de l'officier est vivement éloigné du village en compagnie de Cora. Il décide alors, à distance, d'abréger les souffrances du major déjà pris par les flammes du bûcher, en lui logeant une balle en pleine tête. Le couple retrouve ensuite Chingachgook et Uncas, le père et le frère adoptifs de Nathanael, et leur troupe part alors vers le haut des falaises qui surplombent le village, car c'est là-bas que Magua compte passer pour ramener Alice vers le village des Hurons du lac afin d'y négocier la continuité du conflit avec les Anglais. S'ensuit alors, face aux Hurons, une embuscade frontale de la part d'Uncas, qui avait pris les devants, afin de tenter de leur enlever Alice, les deux jeunes gens étant tombé également amoureux. Mais lors du combat qui l'oppose à Magua, Uncas périt, poignardé par le chef huron, qui pousse ensuite son corps dans le vide, alors que son père, Chingachgook, arrive sur la corniche, en retrait des combats. Alice, toujours prisonnière des indiens, choisit alors de se donner la mort en se jetant du haut de la falaise devant les yeux de sa sœur impuissante. Alors, après avoir éliminé l'arrière-garde huron, Chingachgook s'oppose en combat singulier contre Magua. Et, au terme d'un duel où les deux protagonistes se combattent à l'arme blanche, Chingachgook venge son fils en tuant Magua.
Le film se conclut par une ultime scène qui réunit Chingachgook, Œil-de-Faucon et Cora sur le haut des falaises, et qui disséminent au vent les herbes symbolisant les cendres d'Uncas. Chingachgook, en s'adressant au Grand Esprit, lui demande de bien vouloir réserver une place à son fils au sein du Conseil de son peuple, « car ils sont tous là, sauf un ; moi, Chingachgook, le dernier des Mohicans. »

## Fiche technique
Sauf indication contraire, les informations mentionnées dans cette section peuvent être confirmées par la base de données cinématographiques IMDb,  présente dans la section « Liens externes ».
- Titre original : The Last of the Mohicans
- Titre français : Le Dernier des Mohicans
- Réalisation : Michael Mann
- Scénario : Christopher Crowe (en) et Michael Mann, avec la participation de John L. Balderston, Paul Perez et Daniel Moore, d'après le roman Le Dernier des Mohicans de James Fenimore Cooper
- Musique : Trevor Jones et Randy Edelman

Musique additionnelle de Ciaran Brennan et Dougie Maclean (en)
- Photographie : Dante Spinotti
- Montage : Dov Hoenig et Arthur Schmidt
- Décors : Wolf Kroeger
- Costumes : Elsa Zamparelli
- Production : Hunt Lowry (en) et Michael Mann

Producteur délégué : James G. Robinson
- Société de production : Morgan Creek Productions
- Sociétés de distribution : 20th Century Fox (États-Unis), AMLF (France)
- Budget : ~ 40 000 000 $ US[1]
- Pays de production :  États-Unis
- Langues originales : anglais, français, mohawk
- Format : Couleur - 2,20:1 - son Dolby
- Genre : drame historique
- Durée : 112 minutes, 117 minutes (version director's cut)
- Dates de sortie[2] :
  - France : 26 août 1992
  - États-Unis : 25 septembre 1992

## Distribution
- Daniel Day-Lewis (VF : Patrick Poivey) : Nathanael Poe dit « Œil de faucon » (Hawkeye en VO)
- Madeleine Stowe (VF : Micky Sébastian) : Cora Munro
- Russell Means : Chingachgook
- Eric Schweig (VF : Pascal Renwick) : Uncas
- Jodhi May (VF : Anne Rondeleux) : Alice Munro
- Steven Waddington (VF : Bernard Lanneau) : le major Duncan Heyward
- Wes Studi (VF : Simon Abkarian) : Magua
- Maurice Roëves (VF : William Sabatier) : le colonel Edmund Munro
- Patrice Chéreau (VF : lui-même) : Général Montcalm
- Edward Blatchford (en) (VF : Philippe Vincent) : Jack Winthrop
- Terry Kinney (VF : Dominique Collignon-Maurin) : John Cameron
- Tracey Ellis (en) : Alexandra Cameron
- Justin M. Rice : James Cameron
- Dennis Banks (en) : Ongewasgone
- Pete Postlethwaite : le capitaine Beams
- Colm Meaney : le major Ambrose
- Mac Andrews : le général Webb
- Malcolm Storry (en) : Phelps
- David Schofield : le sergent major
- Dylan Baker : le capitaine de Bougainville
- Jared Harris (VF : Jean-Claude Robbe) : un lieutenant britannique
- Sebastian Roché (VF : lui-même) : Martin

## Production

### Genèse et développement
Le film de Michael Mann est la neuvième adaptation audiovisuelle du célèbre roman éponyme de James Fenimore Cooper publié en 1826. La première date de 1911, et les plus connues sont celles de Clarence Brown et Maurice Tourneur en 1920, celle de George B. Seitz en 1936 et celle de James L. Conway en 1977.

### Attribution des rôles
Russell Means, qui incarne ici Chingachgook, était un représentant des Lakotas, membre du mouvement amérindien AIM et promoteur d'une République Lakota.
Patrice Chéreau, qui incarne le général Montcalm, était au moment du tournage en préparation de La Reine Margot, avec dans le rôle-titre Isabelle Adjani, alors compagne de Daniel Day-Lewis.

### Tournage
Le tournage a eu lieu dans le parc d'État de Chimney Rock, situé en Caroline du Nord à 40 km d'Asheville, en particulier pour la bataille finale dans les 17 dernières minutes du film.

### Musique
Trevor Jones était à l'origine l'unique compositeur de la musique du film, qui devait avoir plus d'accent de musique électronique, comme les précédents films du réalisateur. Pourtant, à la suite de désaccords avec Michael Mann, Trevor Jones quitte le film avant même d'avoir achevé son travail. Cette tâche est donc confiée à Randy Edelman. Les deux compositeurs sont donc crédités au générique, ce qui exclut alors toute nomination aux Oscars. Ils seront cependant nommés aux Golden Globes 1993 pour la meilleure musique.
Une partie de la musique est inspirée de la Folia.
La musique du générique était toujours utilisée dans l'émission À prendre ou à laisser sur TF1 lors du moment crucial où l'on va savoir si le candidat a gagné ou perdu la partie.
Une version réenregistrée est commercialisée en 2000 par Varèse Sarabande. Les pistes sont présentées dans l'ordre chronologique du film et la chanson I Will Find You du groupe Clannad est absente.
| Liste des titres (1992) Titres 1–9 composés par Trevor Jones ; 10–15 par Randy Edelman 1. Main Title – 1:44 2. Elk Hunt – 1:49 3. The Kiss – 2:47 4. The Glade Part II – 2:34 5. Fort Battle – 4:22 6. Promentory – 6:15 7. Munro's Office/Stockade – 2:30 8. Massacre/Canoes – 6:52 9. Top of the World – 2:43 10. The Courier – 2:27 11. Cora – 2:30 12. River Walk and Discovery – 5:30 13. Parlay – 3:46 14. The British Arrival – 2:00 15. Pieces of a Story – 4:58 16. I Will Find You (interprété Clannad) – 1:42 | Liste des titres (2000) 1. Elk Hunt – 1:50 2. Bridge at Lacrosse – 1:23 3. Garden Scene – 3:20 4. Ambush – 2:35 5. The Glade – 3:16 6. Fort Battle – 4:18 7. The Courier – 2:30 8. The Kiss – 2:49 9. Stockade – 2:47 10. Massacre – 6:54 11. Ascent/Pursuit – 3:06 12. Promontory – 5:38 13. Top of the World – 3:01 |

## Accueil

### Box-office
- États-Unis ~ 75 505 856 $ US[1]
- Royaume-Uni ~ 5 337 079 £
- France ~ 1 240 746 entrées en salle

## Distinctions

### Récompenses
- BAFTA Awards 1993
  - Meilleure photographie pour Dante Spinotti[4]
  - Meilleurs maquillages et coiffures pour Peter Robb-King
- Oscars 1993
  - Meilleur son

### Nominations
- BAFTA Awards 1993
  - Meilleur acteur dans un rôle principal pour Daniel Day-Lewis
  - Meilleurs costumes pour Elsa Zamparelli
  - Meilleure direction artistique pour Wolf Kroeger
  - Meilleur son pour Simon Kaye, Lon Bender, Larry Kemp, Paul Massey, Doug Hemphill, Mark Smith et Chris Jenkins
  - Meilleure musique de film pour Trevor Jones et Randy Edelman
- Golden Globes 1993
  - Meilleure musique